# Göteborgs avsöndringsskola
Göteborgs avsöndringsskola (då "afsöndringsskola"), var en folkskola i vilken alla "skolkare och med moraliska lyten behäftade barn" inom Göteborgs folkskolor sammanfördes. Skolan inrättades 1869 av stadens folkskolestyrelse.
Denna skiljde sig från en vanlig folkskola endast däri, att barnen sysselsattes något mer med slöjd, att de fick frukost och middag vid skolan, att de vid behov erhöll kläder, och att de stod under en strängare disciplin än vanliga folkskolebarn. Ursprungligen mottogs endast pojkar men från 1871 även flickor. Den hade då 20 platser vilket 1895 ökat till 99.  Dåtida kritiker ansåg därför att denna var mindre effektiv då man menade att eleverna kunde ägna sig åt oönskat beteende och utöva negativt inflytande på andra barn under sin fritid.
År 1903 anordnades inom avsöndringsskolan även ett folkskolans barnhem för sedligt försummade gossar, med anledning av lagen om barnavård 13 juni 1902. Från 1926 hade skolhemmet tio platser. År 1929 öppnades en lärlingsavdelning med tio platser för hemlösa pojkar. Inrättningen kallades straffskolan och fanns fram till år 1948.